# Festival international du film de Varsovie

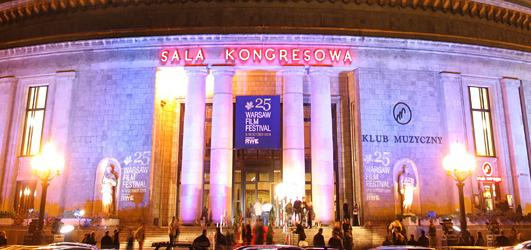
L'entrée du festival du film de Varsovie (2009).

Le Festival du film de Varsovie (en polonais : Warszawski Międzynarodowy Festiwal Filmowy) est un festival de cinéma qui se déroule chaque année au mois d'octobre dans la capitale de la Pologne, Varsovie, depuis 1985.

## Historique
Le festival du film de Varsovie a été créé en 1985 par le ciné-club polonais sous la dénomination de la « Semaine du film de Varsovie ». Il a pris, en 1991, l'appellation de « Festival du film polonais » et en l'an 2000 le nom de « Festival international du film de Varsovie ». Les cérémonies se déroulent au Palais de la culture et de la science, le plus grand gratte-ciel de la capitale polonaise.
Depuis 2001, le festival accueille les représentants de la Fédération internationale des associations des producteurs de films. Cette invitation permanente sera suivie en 2005, par celle de la Fédération internationale de la presse cinématographique pour l'Europe centrale et orientale.

## Palmarès

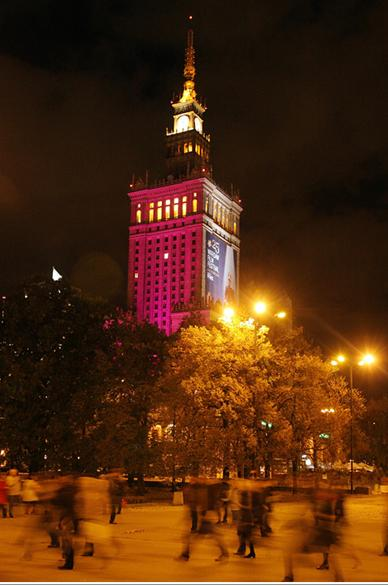
Le Festival du film de Varsovie dans le Palais de la culture et de la science.

## Prix du public
- 1987 : Birdy ( USA, dir. Alan Parker)
- 1988 : Koyaanisqatsi ( USA, dir Godfrey Reggio)
- 1989 : Triple Assassinat dans le Suffolk ( UK, dir. Peter Greenaway)
- 1990 : Le Cercle des poètes disparus ( USA, dir. Peter Weir)
- 1991 : La Double Vie de Véronique  Pologne/ France/ Norvège, dir. Krzysztof Kieślowski)
- 1992 : Prospero's Books ( USA, dir. Peter Greenaway)
- 1993 : Coffee and Cigarettes - Somewhere in California ( USA, dir. Jim Jarmusch)
- 1994 : Arizona Dream ( USA/ France, dir. Emir Kusturica)
- 1995 : Before the Rain ( Macédoine/ UK, dir. Milčo Mančevski)
- 1996 : Trainspotting ( UK, dir. Danny Boyle)
- 1997 : The Full Monty ( UK, dir. Peter Cattaneo)
- 1998 : La vie est belle ( Italie, dir. Roberto Benigni)
- 1999 : Les Enfants du ciel ( Iran, dir. Majid Majidi)
- 2000 : Samotáři ( République tchèque/ Slovaquie/ Slovénie, dir. David Ondříček)
- 2001 : Italian for Beginners ( Danemark/ Suède, dir. Lone Scherfig)
- 2002 : Elling ( Norvège, dir. Petter Næss)
- 2003 : Buddy ( Norvège, dir. Morten Tyldum)
- 2004 : Kontroll ( Hongrie, dir. Antal Nimród)
- 2005 : Adam's Apples ( Danemark, dir. Anders Thomas Jensen)
- 2006 : La Vie des autres ( Allemagne, dir. Florian Henckel von Donnersmarck)
- 2007 : La Visite de la fanfare ( Israël/ France/ USA, dir. Eran Kolirin)
- 2008 : Valse avec Bachir ( Israël/ Allemagne/ France/ USA, dir. Ari Folman)
- 2009 : Welcome ( France, dir. Philippe Lioret) et The Dark House (en) ( Pologne, dir. Wojciech Smarzowski)
- 2010 : Sound of Noise ( Suède/ France, dir. Ola Simonsson/Johannes Stjärne Nilsson)
- 2011 : Róża ( Pologne, dir. Wojciech Smarzowski)
- 2012 : Imagine ( Pologne  Portugal  France/ Royaume-Uni, dir. Andrzej Jakimowski)
- 2013 : Mandarines (Tangerines, en géorgien : მანდარინები ; en estonien : Mandariinid) ( Estonie/ Géorgie, dir. Zaza Urušadze)
- 2014 : Vampires en toute intimité ( Nouvelle-Zélande/ États-Unis, dir. Taika Waititi, Jemaine Clement)
- 2015 : Room ( Irlande/ Canada, dir. Lenny Abrahamson)
- 2016 : Ma vie de Courgette ( Suisse/ France, dir. Claude Barras)
- 2017 : A Hustler’s Diary (sv) ( Suède, dir. Ivica Zubak)
- 2018 : Heavy Trip (it) ( Finlande, dir. Juuso Laatio et Jukka Vigren)
- 2019 : All For My Mother (Wszystko dla mojej matki) ( Pologne, dir. Małgorzata Imielska)

## Grand Prix
- 2002 : Edi ( Pologne, dir. Piotr Trzaskalski)
- 2003 : S lyubovyu. Lilya ( Russie, dir. Larisa Sadilova)
- 2004 : Les Enfants de Belle Ville ( Iran, dir. Asghar Farhadi)
- 2005 : Oprosti za kung fu ( Croatie, dir. Ognjen Sviličić)
- 2006 : Euphorie ( Russie, dir. Ivan Vyrypaïev)
- 2007 : Train de nuit ( Chine, dir. Diao Yi'nan)
- 2008 : Jour sans fin à Youriev ( Russie, dir. Kirill Serebrennikov)
- 2009 : 7 minutes au paradis ( Israël, dir. Omri Givon) et Eastern Plays ( Bulgarie, dir. Kamen Kalev)
- 2010 : Incendies ( Canada, dir. Denis Villeneuve)
- 2011 : Róża ( Pologne, dir. Wojciech Smarzowski)
- 2012 : Tango libre ( Belgique/ France/ Luxembourg, dir. Frédéric Fonteyne)
- 2013 : Ida ( Pologne, dir. Paweł Pawlikowski)
- 2014 : The Coffin in the Mountain (en) aka Deep in the heart ( Chine, dir. Xin Yukun)
- 2015 : Boi neon ( Brésil/ Uruguay/ Pays-Bas, dir. Gabriel Mascaro (en))
- 2016 : Malaria ( Iran, dir. Parviz Shahbazi)
- 2017 : To Kill a Watermelon ( Chine, dir. Gao Zehao)
- 2018 : The Delegation (en) ( Albanie, dir. Bujar Alimani)
- 2019 : Shindisi ( Albanie, dir. Dito Tsintsadze)